# Neuenburg (Adelsgeschlecht)

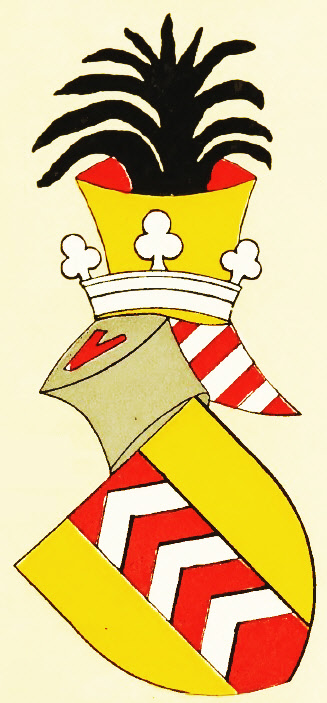
Stammwappen der Grafen von Neuenburg am See

Die Grafen von Neuenburg waren ein Schweizer Adelsgeschlecht, das im heutigen Kanton Neuenburg begütert war. Nach der Aufteilung in verschiedene Familienzweige kam der Grafentitel Neuenburgs an die Linie der Neuenburg zu Nidau, nach deren Aussterben erbweise an die Grafen von Freiburg.

## Geschichte

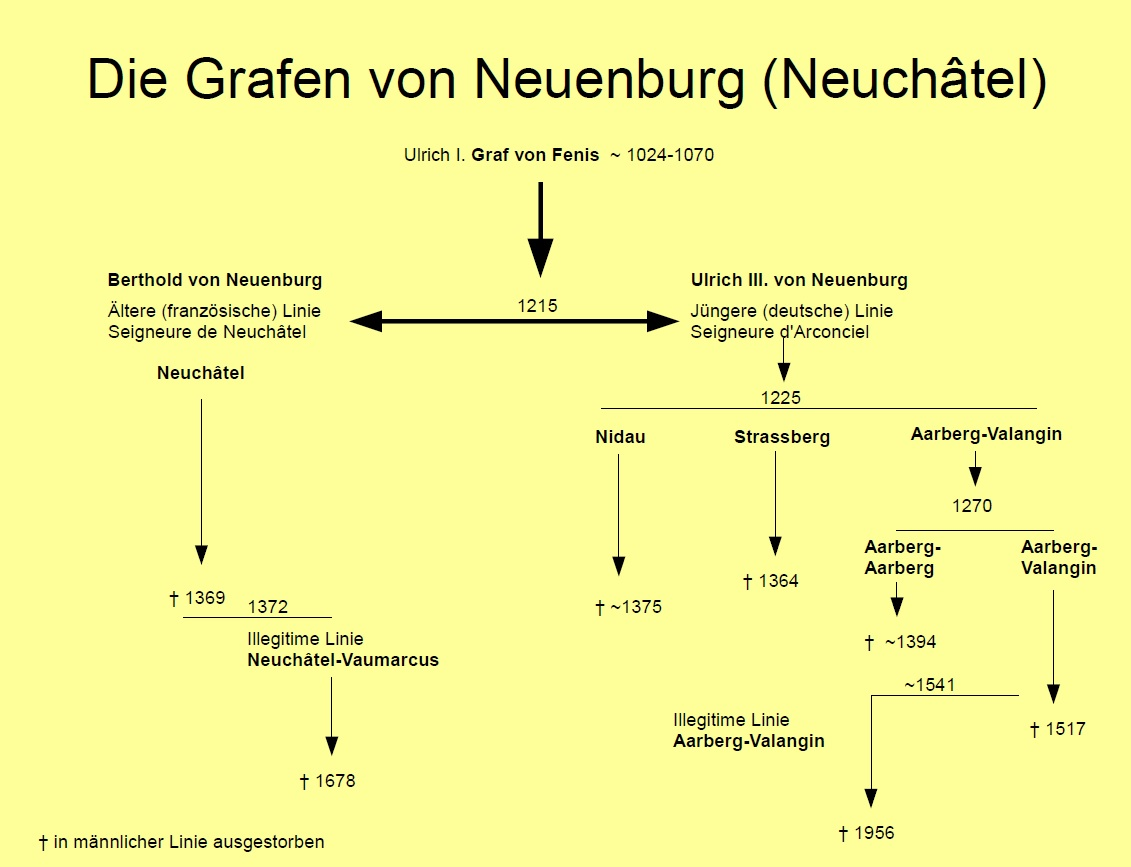

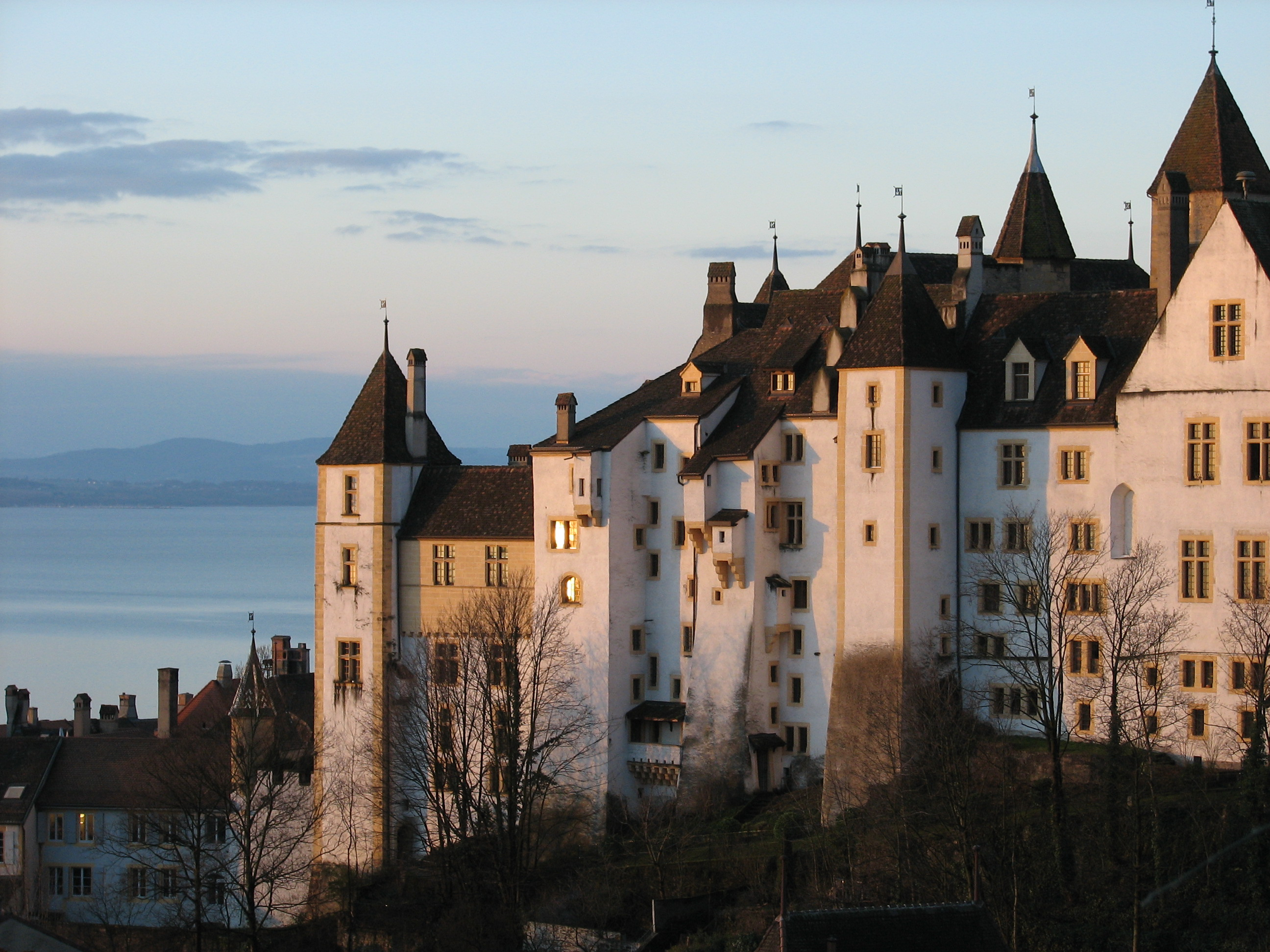
Schloss Neuenburg über dem Neuenburger See

Die Grafen von Neuenburg gelten aufgrund ihres Besitzes zwischen Jura und mittlerer Aare sowie der Kastvogtei über das Kloster Erlach als Nachkommen der Grafen von Fenis. Klare urkundliche Belege für ihre Herkunft fehlen. Erste fassbare Vertreter sind Rudolf I. († 1143/1149), als Herr von Neuenburg (de Novocastro) ab 1125 erwähnt, und sein Bruder Mangold († 1165) als Herren von Neuenburg. Rudolf war mit Emma von Glâne, der Schwester Wilhelms, letzter dieses Freiherrengeschlechts, vermählt und erbte nach dessen Tod 1143 die Herrschaft Arconciel. Die Neuenburger erweiterten in Neuenburg die Burg, die unter Rudolf III. von Burgund († 1032) erbaut worden war, und liessen die Stiftskirche errichten.  Ulrich II. († 1191/92), der Sohn Rudolfs I., dehnte den Einfluss Richtung Jura weiter aus, seine Söhne  Rudolf II. († 1196) und Ulrich III. († 1225) sind als Grafen von Neuenburg belegt. Auf Rudolf II. folgte dessen Sohn Berchtold († 1260).
Ulrich III. und Berchtold verliehen 1214 Neuenburg ein Stadtrecht (Freiheiten, frz. franchises) und teilten im Jahre 1218 den Familienbesitz auf. Ulrich erhielt die deutschsprachigen Gebiete auf dem rechten Ufer des Neuenburgersees einschliesslich der Landgrafschaft Aarburgund und Berchtold die französischsprachigen Gebiete am linken Ufer. Berchtold musste die Gebiete zwischen Ligerz und Bözingen an das Fürstbistum Basel verpfänden, es gelang ihm jedoch seinen Einfluss ins Val de Travers auszudehnen, das er 1237 von Johann I. von Chalon, Graf von Burgund, als Lehen empfing. Waren die Grafen ursprünglich Vasallen des Königs, wurden sie ab 1288 Aftervasallen der Grafen von Chalon-Arlay. Durch geschickte Heirats- und Bündnispolitik gelang es ihnen, ihr Territorium ins Waadtland auszuweiten. Mit dem Tode Graf Ludwigs erlosch 1373 die männliche Linie, und die Grafschaft fiel an seine Schwester Isabella. Als sie 1395 starb, erbte ihr Neffe, Graf Konrad III. von Freiburg, die Grafschaft Neuenburg.
Die Söhne Ulrichs III. teilten nach seinem Tod 1296 den Besitz in die Linien Neuenburg-Nidau (erloschen 1375), Neuenburg-Strassberg und Aarberg (Aarberg-Aarberg und Aarberg-Valangin, erloschen 1517).

### Rechtsstellung der Grafen von Neuenburg
Das Gebiet des heutigen schweizerischen Kantons Neuenburg gehörte bis 1032 zum Königreich Burgund. Nach dem Tod des letzten burgundischen Königs, Rudolf III. fiel es durch Erbschaft an Kaiser Konrad II. Der Kaiser belehnte 1033 den Grafen Ulrich von Fenis, den Ahnherrn der Grafen von Neuenburg, mit dem Gebiet um Neuenburg. Als 1127 das Rektorat von Burgund geschaffen und den Zähringern übertragen wurde, verloren die Neuenburger die 1033 erlangte Reichsunmittelbarkeit und waren den Zähringern untergeordnet, mit denen sie aber in gutem Verhältnis standen. Als das Haus Zähringen 1218 ausstarb und auch das Rektorat nicht weiter bestand, wurden die Neuenburger Grafen wieder reichsunmittelbar.
Während der Fehde des Grafen Rudolf von Habsburg gegen den Bischof von Basel Heinrich von Neuenburg unterstützten die Verwandten des Bischofs, die Grafen von Neuenburg, den Bischof gegen den Habsburger. Nachdem der Habsburger 1273 zum deutschen König gewählt wurde, befürchteten die Neuenburger die Rache des neuen Königs und fürchteten um ihre Rechtsansprüche. Zu dieser Zeit drängte Johann von Chalon – ein Schwager von König Rudolf I. – darauf, dass die Neuenburger ihm den Lehenseid nicht nur für das Val de Travers, sondern für ihre gesamten Besitzungen leisten sollten. Nach dem Tod des Grafen Amadeus I. von Neuenburg, war dessen Sohn Rolin (Rudolf IV.) noch minderjährig und seine beiden Vormünder waren Kanoniker, so dass es dem Haus Neuenburg an der Kraft fehlte dem Haus Chalon und den Habsburgern zu widerstehen. Für Rudolf von Habsburg war Johann von Chalon ein wichtiger Verbündeter in seinem Kampf gegen den Pfalzgrafen Otto von Burgund So kam es zur Anerkennung der Suzeränität (Oberhoheit) des Hauses Chalon durch die Neuenburger. 1288 gaben die Neuenburger das Reichslehen an den König zurück, der dann Johann von Chalon damit belehnte und dieser reichte es als Afterlehen an die Neuenburger zurück. In den Urkunden blieb zunächst ungeklärt, ob für das Lehen salisches (Mannlehen) oder burgundisches (Kunkellehen) Recht gelten sollte. 1311 erfolgte in einer weiteren Urkunde eine Erweiterung der Erbfolge auf Töchter des Hauses Neuenburg. In nachfolgenden Streitigkeiten wurde daraus teilweise ein Übergang auf burgundisches Recht und damit ein Kunkellehen konstruiert. Nach dem Tod des Grafen Ludwig von Neuenburg († 1373) ging die Grafschaft auf dessen Tochter Isabella über, die aber bei ihrem Tod († 1395) keine Nachkommen hatte. Ihre bereits vor ihr verstorbene Stiefschwester Varene († 1393) hinterließ aus ihrer Ehe mit Graf Egon von Freiburg einen Sohn, Konrad III. von Freiburg dem Isabella in ihrem Testament die Grafschaft Neuenburg vermachte, obwohl sie damit die Rechte ihres Lehensherrn verletzte.
Die nachfolgende Tabelle gibt eine Übersicht über die Entwicklung der rechtlichen Stellung der Grafschaft unter den Grafen von Neuenburg.
| Zeitraum      | Rechtsstellung                             | Anmerkungen |
| ------------- | ------------------------------------------ | --- |
| 1033 bis 1127 | reichsunmittelbares Lehen                  | Belehnung durch Kaiser Konrad II.; nach salischem Recht Reichsmannlehen |
| 1127 bis 1218 | Reichslehen unter dem Rektorat von Burgund | zwischen dem Reich und dem Lehensnehmer stand das Rektorat unter den Zähringern |
| 1218 bis 1288 | reichsunmittelbares Lehen                  | nach dem Absterben der Zähringer entfiel auch das Rektorat |
| 1288 bis 1395 | Reichsafterlehen                           | 1288 Rückgabe des Lehens an König Rudolf von Habsburg; Vergabe des Reichslehens durch diesen an Johann I. von Chalon und Weitergabe durch diesen als Afterlehen an die Grafen von Neuenburg |

## Bekannte Familienmitglieder
- Berthold († 1133/37), Bischof von Basel (1122/23–1133)
- Berthold († 1220), Bischof von Lausanne (1212–1220)
- Heinrich († 1274), Bischof von Basel (1263–1274)
- Rudolf II. von Neuenburg-Fenis, Minnesänger († vor 30. August 1196)

## Stammliste der Herren und Grafen von Neuenburg
1. Ulrich I. von Neuenburg, Freiherr von Hasenburg, Graf von Fenis ⚭ NN
  1. Burkhard von Fenis, Bischof von Basel
  2. Cuno von Fenis, Bischof von Lausanne
  3. Mangold I. von Neuenburg ⚭ NN
    1. Mangold II von Fenis, Mitregent von Neuenburg
    2. Rudolf I. von Neuenburg, Mitregent von Neuenburg, Herr von Arconciel ⚭ Emma von Glâne[4]
      1. Ulrich II., Graf von Fenis, Herr von Arconciel und Neuenburg ⚭ Berta von Granges[5]
        1. Rudolf von Neuenburg, Mitregent von Neuenburg, Minnesänger ⚭ eine namentlich nicht bekannte Gräfin
          1. Berthold I., Mitregent von Neuenburg, Herr von Arconciel ⚭ 1. Richenza von Frohburg
            1. Rudolf III., Herr von Neuenburg ⚭ Sibylle de Montbéliard[6]
              1. Ulrich IV, Mitregent von Neuenburg
              2. Johann, Propst von Neuenburg und Chalon
              3. Amadeus I., Mitregent von Neuenburg ⚭ Jordane de La Sarraz[7]
                1. Rudolf IV. (auch Raoul oder Rolin genannt), Herr und/oder Graf von Neuenburg ⚭ Eleonore von Savoyen
                  1. Johanna ⚭ Aymon de La Sarraz[7]
                  2. Catherine ⚭ 1) Jean de Champvent[8]; ⚭ 2) Wilhelm von Montagny[9]; 3) Guillaume de Montjoie[10]
                  3. Ludwig I. Graf von Neuenburg ⚭ 1) Jeanne von Montfaucon; ⚭ 2) Catherine de Neufchâtel-en-Bourgogne; ⚭ 3) Marguerite de Vufflens[11]
                    1. von 1) Johann von Neuenburg-Vaumarcus, genannt "der Schöne", Stammherr der Linie Vaumarcus
                    2. von 1) Isabelle, Gräfin von Neuenburg ⚭ Rudolf IV. von Nidau
                    3. von 2) Ludwig, Graf von Neuenburg
                    4. von 2) Rudolf
                    5. von 2) Varenne, Freiin von Le Landeron ⚭ Egino III. von Freiburg
                      1. Konrad III. von Freiburg Graf von Neuenburg ⚭ Marie de Vergy[12]
                      2. Anna ⚭ Rudolf III. von Hachberg-Sausenberg

                  4. Margarete ⚭ 1) Hartmann von Kyburg; ⚭ 2) Hugo von Buchegg[13]
                  5. N ⚭ Guillaume d'Estavayer[14]

                2. Wilhelmine ⚭ Renaud (Reinald) de Bourgogne
                3. Alix ⚭ Ulrich de Porta[15]
                4. Margarete ⚭ Äbtissin der Abtei Magerau
                5. Sibylle
                6. Agnès, Nonne in Sauvement
                7. Nicole, Nonne in Baume-les-Dames

              4. Richard, Kanoniker von Neuenburg und Chalon, Propst von Neuenburg
              5. Heinrich, Mitregent von Neuenburg
              6. Agnelette ⚭ Konrad von Viviers
              7. Marguerite ⚭ Jean I. de Blonay[16]

            2. Hermann
            3. Wilhelm
            4. Heinrich, Freiherr von Thielle

        2. Ulrich III. von Neuenburg, Mit-Regent und Graf von Neuenburg. Graf von Nidau ⚭ 1. Gertrude; ⚭ 2. Jolanthe von Urach
          1. Rudolf I. von Neuenburg-Nidau, Herr von Nidau, Graf von Neuenburg; Stammherr der Linie Nidau
          2. Otto, Propst von Solothurn St. Ursenstift
          3. Berthold I. von Neuenburg-Strassberg, Herr von Valangin und von Strassberg; Stammherr der Linie Strassberg
          4. Heinrich von Neuenburg, Bischof von Basel
          5. Ulrich IV. von Neuenburg-Aarberg, Herr von Aarberg und Valangin, Stammherr der Linie Aarberg († 21. Oktober 1276), ⚭ Agnès de Montfaucon
            1. Wilhelm von Neuenburg-Aarberg, Graf von Aarberg
            2. Johann I. von Neuenburg-Valangin, Herr von Valangin; Stammherr der Linie Aarberg-Valangin

          6. Gertrude ⚭ Diethelm, Graf von Toggenburg
          7. NN ⚭ Rudolf I. Graf von Falkenstein
          8. NN ⚭ Konrad von Rötteln
          9. Berthe ⚭ 1. Lüthold VI. von Regensberg; ⚭ 2. Simon de Grandson
          10. Agnès ⚭ Pierre de Grandson

        3. Berthold von Neuenburg, Bischof von Lausanne

  4. Berthold, Bischof von Basel
  5. NN ⚭ Amadeus I. von Montfaucon

## Abgrenzung zu anderen Familien
Im burgundischen Raum gab es mit den Herren von Neuchâtel-Bourgogne ein weiteres Geschlecht, dessen Mitglieder als Seigneur de Neuchâtel oder weiteren Namenszusätzen (z. B. Neuchâtel-Blamont) in der Geschichtsliteratur zu finden sind. Hier handelt es sich um keine Seitenlinie der Grafen von Neuenburg, sondern ein gesondertes Geschlecht zu dem durch Heiraten gelegentlich eine weitläufige Verwandtschaftbeziehung entstand.
Das Geschlecht der Grafen von Neuenburg war nicht verwandt mit dem Rittergeschlecht der Thumb von Neuburg (teilweise auch Thumb von Neuenburg genannt).